# Sceptrella biannulata
Sceptrella biannulata är en svampdjursart som först beskrevs av Topsent 1892.  Sceptrella biannulata ingår i släktet Sceptrella och familjen Latrunculiidae. Inga underarter finns listade i Catalogue of Life.